# Élide Brero
Élide Amelia Pinasco D'Onofrio (Lima, 25 de agosto de 1922-Lima, 1 de julio de 2021) conocida artísticamente como Élide Brero, fue una primera actriz peruana. Fue madre del también actor Gianfranco Brero.

## Carrera artística
Comenzó su carrera artística, ingresando a la actuación con sólo 41 años, llevando cursos con Luis Álvarez y Ricardo Blume. Debutó en el teatro con Romeo y Julieta, bajo la dirección de Blume. Posteriormente ingresó a la televisión con la telenovela Carmín.
En 2012 protagonizó las películas Lima 13 y Casadentro.
Sus últimos trabajos fueron la película Cebiche de tiburón (2017) y la telenovela Te volveré a encontrar (2018).
Falleció en su domicilio en Lima el 1 de julio de 2021 a los 98 años de edad.

## Homenajes
En 2013 fue homenajeada durante la inauguración del Festival de Cine de Lima.

## Filmografía

### Televisión
- Carmín (1984) como Edelmira (mamá de Rodrigo).
- Kiatari, buscando la luna (1988)
- Velo negro, velo blanco (1991)
- Luz María (1998) como María Santander Vda. de Mendoza y Rivero.
- Isabella, mujer enamorada (1999) como Adelaida.
- Pobre diabla (2000-2001) como Amparo «Amparito» González.
- Te volveré a encontrar (2018)

### Películas
- Caídos del cielo (1990) como Cucha.
- Todos somos estrellas (1993) como Abuela.
- Esperanza (2004) como Viejita.
- Condominio (2007) como Clotilde.
- Lima 13 (2012) como Trini.
- Casadentro (2012) como Pilar.
- Viaje a Tombuctú (2014)
- Cebiche de tiburón (2017)[7][8]

## Premios y nominaciones
| Año  | Premio                                                                                                | Categoría                                                                                             | Trabajo    | Resultado |
| ---- | --- | --- | ---------- | --------- |
| 2012 | Premios Luces de El Comercio                                                                          | Mejor actriz de cine                                                                                  | Lima 13    | Nominada  |
| 2013 | Medalla cívica en el grado de Vecina Destacada, categoría de Artes por la municipalidad de Miraflores | Medalla cívica en el grado de Vecina Destacada, categoría de Artes por la municipalidad de Miraflores | Ella misma | Ganadora  |